# 중앙도서관 (수원시)
수원중앙도서관은 경기도 수원시 팔달구 매교동 소재의 도서관이다.

## 연혁
- 1979년 5월 31일 중앙일보, 동양방송(주)에서 착공
- 1979년 10월 4일 수원시립중앙도서관 조례제정
- 1980년 2월 1일 수원시립중앙도서관 조례공포
- 1980년 7월 1일 중앙일보, 동양방송(주)에서 수원시에 기증
- 1980년 7월 2일 개관

## 시설현황
- 2층: 일반열람실, 디지털자료실, 강의실
- 1층: 종합자료실, 어린이실

## 이용 안내
이용 시간
- 종합자료실, 디지털자료실: 평일 09:00 ~ 22:00 / 토,일요일 09:00 ~ 17:00
- 어린이자료실: 평일 09:00 ~ 18:00 / 토,일요일 09:00 ~ 17:00
- 일반열람실: 매일 07:00 ~ 23:00

휴관일
- 매월 첫째, 셋째 월요일 및 국가지정 공휴일